# Sappemeer

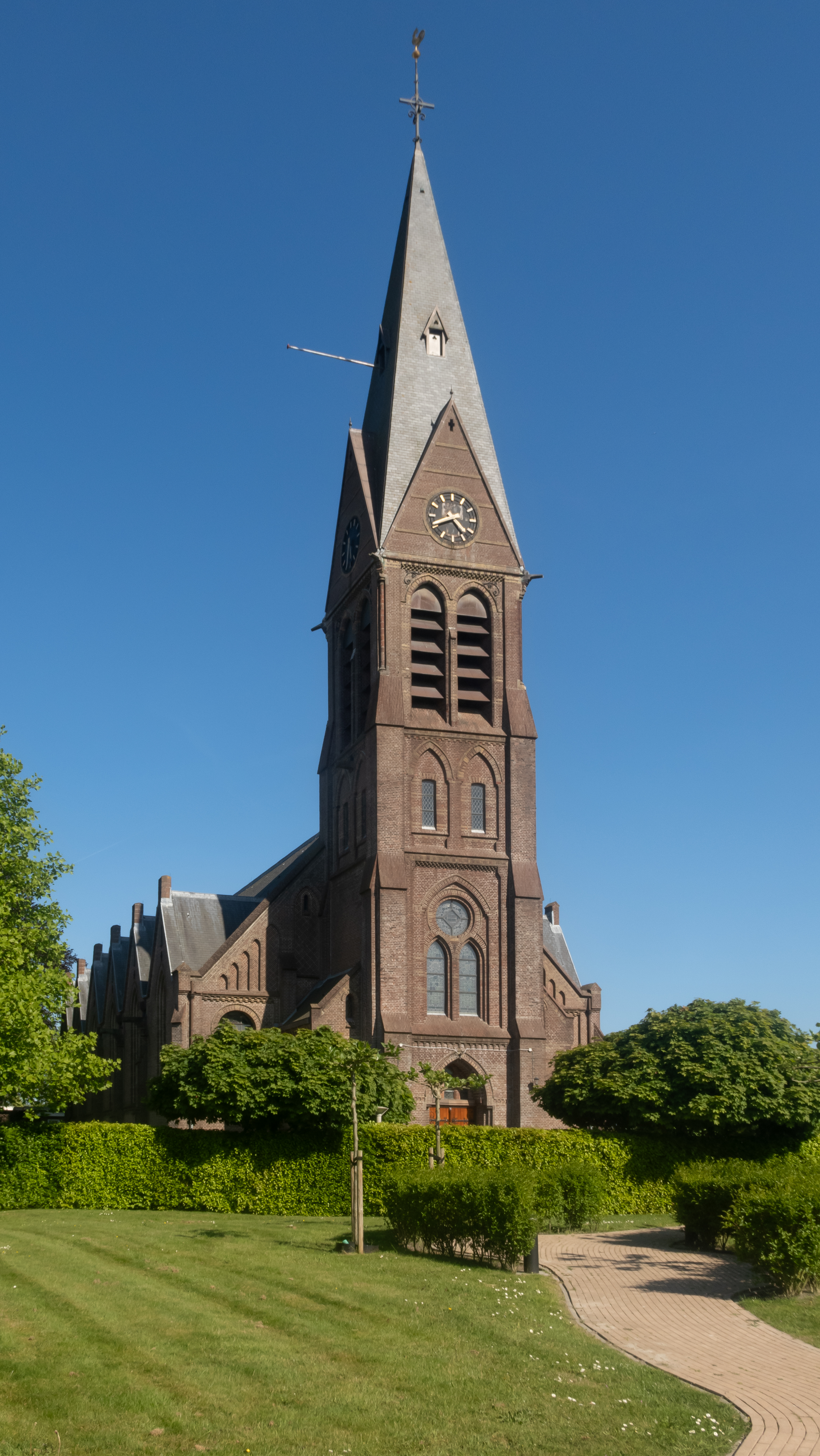
Sappemeer, église Saint-Willibrord.

Sappemeer est un village situé dans l'ancienne commune néerlandaise de Midden-Groningue, dans la province de Groningue. Le 1er janvier 2007, le village comptait 8 298 habitants.
Sappemeer a été une commune indépendante jusqu'au 1er avril 1949. À cette date, la commune fusionne avec Hoogezand, pour former la nouvelle commune de Hoogezand-Sappemeer.

## Personnalités
- Aletta Jacobs (1854-1929), médecin et militante féministe et pacifiste néerlandaise ;
- Keziah Veendorp (1997-), footballeur néerlando-indonésien, est né à Sappemeer.